# Arabci
Arabci (arabsko عرب, Arab) so velika etnična skupina na Bližnjem vzhodu in v severni Afriki, ki izvira z Arabskega polotoka. Arabce je moč definirati z več vidikov, in sicer z etničnega vidika kot ljudi, ki se prištevajo med Arabce ter jih kot take prepoznavajo drugi; z lingvističnega vidika kot ljudi, katerih materni jezik je arabščina; z genealoškega vidika kot ljudi, katerih predniki so živeli na Arabskem polotoku; s političnega vidika pa kot ljudi, ki prebivajo v arabskih državah oziroma arabskem svetu. Število Arabcev je ocenjeno na 200-300 milijonov. Večina jih pripada muslimanski veroizpovedi, posamezne skupine pa se prištevajo med pripadnike krščanske, judovske in drugih veroizpovedi.

## Zgodovina
Arabci so živeli na Arabskem polotoku, ki je po naravi negostoljuben svet na Bližnjem vzhodu. Večina polotoka prekriva puščava. Tam živeči nomadi, beduini, so se ukvarjali z rejo koz, ovc in predvsem kamel. V oazah, ki so omogočale stalno naselitev, so pridelovali žito in dateljne. Beduini so živeli povezani v plemena, ki so se med seboj pogosto spopadala, največkrat zaradi izvirov vode. Živeli so v rodovno-plemenskih skupnostih pod vodstvom izvoljenih poglavarjev po ustaljenih običajih. Velikih naselij na Arabskem polotoku ni bilo veliko. Nastajala so ob trgovskih poteh, kjer se je ob trgovini razvijala tudi obrt.

## Arabska osvajanja
Središče je bil Damask, nato Bagdad. Osvajali so v 8. in 9. stoletju. Država je obsegala: Arabijo, Sirijo, Egipt, severno Afriko, Pirenejski polotok (732 - bitka pri Poitiersu), Mezopotamijo, Perzijo, srednjo Azijo do Carigrada.

## Razvoj arabskega gospodarstva
Razširili so namakalni sistem. Gojili so celo riž, sladkorni trs, bombaž, južno sadje. Ukvarjali so se tudi z živinorejo, imeli so drobne pasme (ovce merino). Razvita je bila tudi obrt. Izdelovali so dragoceno orodje, dragulje, steklo, tkanine (preproge), zdravila, papir. Zelo pomembni so bili arabski trgovci med Sredozemljem in Vzhodom.

## Arabska kultura
Sprejemali so vse kar je bilo od starejših kultur, zlasti od Grške (prevajali so Aristotela). Pospeševali so matematiko (arabske številke), kemijo (hoteli so izdelati snov, ki bi človeka naredila večno mladega) in medicino. Razvili so tudi astronomijo.
V likovni umetnosti se je razvil slog, imenovan mavrski. Mavri so se imenovali Arabci v Španiji. Gre za arhitekturo z vitkimi stebri in oboki, zelo lepo obdelan kamen. Po zidovih so različni ornamenti. Kiparstvo in slikarstvo pa je vera prepovedovala.

## Mohamed
Mohamed je živel v trgovskem mestu Meka. Kot trgovec se je na svojih potovanjih srečeval s kristjani in judi. Spoznaval je njihove navade in vero v enega boga. Sprejel jih je za svoje in jih začel oznanjati tudi drugim. V Meki je postal nezaželen, zato je skupaj z družino in privrženci pobegnil v mesto Medina. To se je zgodilo leta 622. To leto imajo muslimani še danes za začetek svojega štetja let. Mohamed je začetek islama, nove vere,ki je arabska plemena združila v enotno ljudstvo. Njegovi nauki so dobivali vse več privržencev in islam se je naglo širil. V zgodovini so se Arabci kot močna sila pojavili v 7. stoletju. Z neverjetno silovitostjo in v zelo kratkem času jim je uspelo zgraditi obsežno državo ki je prevzela trgovino med Vzhodom in Zahodom in je v njej cvetela znanost in umetnost. Meje arabske države so se zelo hitro širile in sredi 8. stoletja je država segala od Atlantskega oceana do reke Ind.